# Anders Södergren
Hans Anders Södergren (Söderhamn, 17 maggio 1977) è un fondista svedese, campione olimpico nella staffetta a Vancouver 2010 e vincitore di varie medaglie olimpiche e iridate.

## Biografia
In Coppa del Mondo ha esordito il 13 marzo 1999 a Falun (56°), ha ottenuto il primo podio il 10 marzo 2002 nella medesima località (2°) e la prima vittoria il 23 marzo 2003, ancora a Falun.
In carriera ha preso parte a tre edizioni dei Giochi olimpici invernali, Torino 2006 (10° nella 15 km, 6° nella 50 km, 5° nell'inseguimento, 3° nella staffetta), Vancouver 2010 (25° nella 15 km, 9° nella 50 km, 10° nell'inseguimento, 1° nella staffetta) e Soči 2014 (7° nella 50 km, 13º nello skiathlon), e a otto dei Campionati mondiali, vincendo cinque medaglie.
Ha un fratello gemello, Per,ex-fondista  costretto a ritirarsi per danni alla schiena.

## Palmarès

### Olimpiadi
- 2 medaglie:
  - 1 oro (staffetta a Vancouver 2010)
  - 1 bronzo (staffetta a Torino 2006)

### Mondiali
- 5 medaglie:
  - 3 argenti (50 km a Val di Fiemme 2003; inseguimento Liberec 2009; staffetta a Oslo 2011)
  - 2 bronzi (staffetta a Val di Fiemme 2003; staffetta a Sapporo 2007)

### Coppa del Mondo
- Miglior piazzamento in classifica generale: 7º nel 2008
- 20 podi (14 individuali, 6 a squadre[1]):
  - 4 vittorie (3 individuali, 1 a squadre)
  - 6 secondi posti (4 individuali, 2 a squadre)
  - 10 terzi posti (7 individuali, 3 a squadre)

#### Coppa del Mondo - vittorie
| Data             | Località    | Nazione  | Spec.                                                           |
| ---------------- | ----------- | -------- | --------------------------------------------------------------- |
| 23 marzo 2003    | Falun       | Svezia   | 4x10 km (con Lars Carlsson, Mathias Fredriksson e Jörgen Brink) |
| 11 marzo 2006    | Oslo        | Norvegia | 50 km TL                                                        |
| 8 marzo 2008     | Oslo        | Norvegia | 50 km TL                                                        |
| 14 febbraio 2009 | Valdidentro | Italia   | 15 km TC                                                        |

Legenda:

TC = tecnica classica

TL = tecnica libera